# Осадчук Богдан (актор)
Богдан Осадчук (нар. 21 серпня 2000, Київ) — український актор та модель. Став відомим завдяки ролі Антона (Тохи) Сидоренко в українському серіалі «Школа» на телеканалі «1+1».

## Біографія
Богдан Осадчук народився 21 серпня 2000 року в місті Києві.
12 квітня 2010 року в ефірі телеканалу «СТБ» відбувся показ епізоду програми «У пошуках істини» (рос. В поисках истины), де Осадчук зіграв маленького Адольфа Гітлера.
У 2013 році зіграв роль жертви сексуального насильства у музичному відео «Взлететь» українського оперного співака Артема Семенова.
15 січня 2018 року на телеканалі «1+1» відбулася прем'єра серіалу «Школа», де Осадчук зіграв школяра Антона (Тохи) Сидоренка. 6 квітня вийшло музичне відео української співачки Анни Трінчер на пісню «Живи», де Осадчук зіграв її коханого. Впродовж року Осадчук знявся у двох lyric video співачки «#ауЛюбвиНетуВозраста», «#РЖНМГ», а тако ж у двох музичне відео «Love Story» та «#Школа».
2018 року закінчив школу №105 Дарницького району м. Києва.

## Особисте життя
В липні 2018 року повідомив, що почав зустрічатися з актрисою та співачкою Анною Трінчер, з якою познайомився під час зйомок серіалу «Школа». Про початок стосунків пара розповіла в телепрограмі «Світське життя». 8 квітня 2020 року на своїй сторінці в Instagram Осадчук повідомив що вони вже не разом. Крім того, на YouTube-каналі Трінчер вийшло відео, де вона розповіла що після майже двох років стосунків з Осадчуком вони розійшлися.

## Музичні відео
| Рік  | Назва        | Артист        | Роль            |
| ---- | ------------ | ------------- | --------------- |
| 2013 | «Взлететь»   | Артем Семенов | Хлопчик         |
| 2018 | «Живи»       | Анна Трінчер  | Коханий Анни    |
| 2018 | «Love Story» | Анна Трінчер  | Коханий Анни    |
| 2019 | «#Школа»     | Анна Трінчер  | Випускник школи |

## Фільмографія

### Телебачення
| Рік         | Назва                   | Роль                    | Примітка                               |
| ----------- | ----------------------- | ----------------------- | -------------------------------------- |
| 2010        | У пошуках істини (рос.) | маленький Адольф Гітлер | Епізод: «Личные тайны Адольфа Гитлера» |
| 2016        | Хазяйка (рос.)          |                         | Епізод                                 |
| 2018 — 2019 | Школа                   | Антон (Тоха) Сидоренко  | Головна роль                           |
| 2018        | Дівчатка мої (рос.)     | Вадим                   |                                        |
| 2020        | Проти течії (рос.)      |                         | Епізод                                 |